# هورن-باد ماينبرغ
هورن باد ماينبرغ (بالألمانية: Horn-Bad Meinberg) هي بلدة ألمانية تقع في ألمانيا في ليبه.  يقدر عدد سكانها بـ 17,885 نسمة .

## أعلام
- دانييل برينكمان